# Alberto Tonelli
Alberto Tonelli (Lucca, 25 dicembre 1849 – Roma, 29 dicembre 1920) è stato un matematico italiano precursore del calcolo infinitesimale.

## Biografia
Laureatosi in matematica a Pisa nel 1871, dopo un periodo di perfezionamento a Gottinga, nel 1871 fu nominato professore di Calcolo infinitesimale all'Università di Palermo.
Nel 1879 passò all'Università di Roma, ove restò fino alla pensione e di cui fu rettore dal 1904 al 1919.
La sua produzione scientifica si arrestò precocemente e riguardò diversi aspetti dell'Analisi matematica, della Teoria dei numeri e della Topologia.